# Rinorea laurifolia
Rinorea laurifolia és una espècie de planta amb flor que pertany a la família de les violàcies. És endèmica de Colòmbia, concretament a la vall del Riu Magdalena.